# Presidenti della Generalitat de Catalunya
Questa lista dei presidenti della Generalitat della Catalogna elenca tutte le persone che hanno ricoperto nel corso della storia la carica di presidente della Generalitat de Catalunya.
L'elenco è stato creato nel 2003 dallo storico Josep M. Solé i Sabaté, nella sua opera Història de la Generalitat de Catalunya i dels seus presidents.

## Metodo
La procedura per creare questo elenco è la seguente: per il periodo (1359-1931), precedente alla creazione della Generalitat de Catalunya, Solé i Sabaté considerava "il Presidente della Generalitat" il più eminente deputato ecclesiastico della "Diputació del General de Catalunya", un organo delle Corti catalane sciolto nel 1716 e reintegrato per due anni nel 1874. Per il periodo 1914-1925, Solé i Sabaté considerava "Presidenti della Generalitat" il presidente della Mancomunitat de Catalunya. Dall'aprile 1931 in poi, la lista include i presidenti eletti della Generalitat della Catalogna e i "presidenti in esilio".

## Deputati ecclesiastici dellaDiputació del General de Catalunya(1359-1714)
Il deputato di rango più alto della Diputació del General de Catalunya, il Deputato Ecclesiastico, ricopriva il ruolo di presidente dell'istituzione. L'istituzione poteva anche essere chiamata, alternativamente, con il nome ufficioso di Generalitat de Catalunya. 
- Berenguer de Cruïlles 1359-1362
- Romeu Sescomes 1363-1364
- Ramon Gener 1364-1365
- Bernat Vallès 1365
- Bernat Vallès 1365-1367

Il periodo 1367-1375 è omesso poiché i Deputati di Barcellona vennero sospesi.
- Romeu Sescomes 1375-1376
- Joan I d'Empúries 1376
- Guillem de Guimerà 1376-1377
- Galceran de Besora 1377-1378
- Ramon Gener 1379-1380
- Felip d'Anglesola 1380
- Pere de Santamans 1381-1383
- Arnau Descolomer 1384-1389
- Miquel de Santjoan 1389-1396
- Alfons de Tous 1396-1413
- Marc de Vilalba 1413-1416
- Andreu Bertran 1416-1419
- Joan Desgarrigues 1419-1422
- Dalmau de Cartellà 1422-1425
- Felip de Malla 1425-1428
- Domènec Ram 1428-1431
- Marc de Vilalba 1431-1434
- Pere de Palou 1434-1437
- Pere de Darnius 1437-1440
- Antoni d'Avinyó i de Moles 1440-1443
- Jaume de Cardona i de Gandia 1443-1446
- Pero Ximénez de Urrea 1446-1449
- Bertran Samasó 1449-1452
- Bernat Guillem Samasó 1452-1455
- Nicolau Pujades 1455-1458
- Antoni Pere Ferrer 1458-1461
- Manuel de Montsuar 1461-1464
- Francesc Colom 1464-1467
- Ponç Andreu de Vilar 1467-1470
- Miquel Samsó 1470-1473
- Joan Maurici de Ribes 1473-1476
- Miquel Delgado 1476-1478
- Pere Joan Llobera 1478-1479
- Berenguer de Sos 1479-1482
- Pere de Cardona 1482-1485
- Ponç Andreu de Vilar 1485-1488
- Juan Payo Coello 1488-1491
- Joan de Peralta 1491-1494
- Francí Vicenç 1494-1497
- Pedro de Mendoza (Abate) 1497-1500
- Alfons d'Aragó 1500-1503
- Ferrer Nicolau de Gualbes i Desvalls 1503-1504
- Gonzalo Fernández de Heredia 1504-1506
- Lluís Desplà i d'Oms 1506-1509
- Jordi Sanç 1509-1512
- Juan de Aragón 1512-1514
- Jaume Fiella 1514-1515
- Esteve de Garret 1515-1518
- Bernat de Corbera 1518-1521
- Joan Margarit i de Requesens 1521-1524
- Lluís de Cardona i Enríquez 1524-1527
- Francesc de Solsona 1527-1530
- Francesc Oliver de Boteller 1530-1533
- Dionís de Carcassona 1533-1536
- Joan Pasqual 1536-1539
- Jeroni de Requesens i Roís de Liori 1539-1542
- Miquel Puig 1542-1545
- Jaume Caçador 1545-1548
- Miquel d'Oms i de Sentmenat 1548-1551
- Onofre de Copons i de Vilafranca 1551-1552
- Miquel de Ferrer i de Marimon 1552
- Joan de Tormo 1552-1553
- Miquel de Tormo 1553-1554
- Francesc Jeroni Benet Franc 1554-1557
- Pere Àngel Ferrer i Despuig 1557-1559
- Ferran de Lloances i Peres 1559-1560
- Miquel d'Oms i de Sentmenat 1560-1563
- Onofre Gomis 1563-1566
- Francesc Giginta 1566-1569
- Benet de Tocco 1569-1572
- Jaume Cerveró 1572-1575
- Pere Oliver de Boteller i de Riquer 1575-1578
- Benet de Tocco 1578-1581
- Rafael d'Oms 1581-1584
- Jaume Beuló 1584
- Pere Oliver de Boteller i de Riquer 1584-1587
- Martí Joan de Calders 1587
- Francesc Oliver de Boteller 1587-1588
- Jaume Caçador i Claret 1590-1593
- Miquel d'Agullana 1593-1596
- Francesc Oliver de Boteller 1596-1598
- Francesc Oliveres 1598-1599
- Jaume Cordelles i Oms 1599-1602
- Bernat de Cardona i de Queralt 1602-1605
- Pere Pau Caçador i d'Aguilar-Dusai 1605-1608
- Onofre d'Alentorn i de Botella 1608-1611
- Francesc de Sentjust i de Castre 1611-1614
- Ramon d'Olmera i d'Alemany 1614-1616
- Miquel d'Aimeric 1616-1617
- Lluís de Tena 1617-1620
- Benet Fontanella 1620-1623
- Pere de Magarola i Fontanet 1623-1626
- Francesc Morillo 1626-1629
- Pere Antoni Serra 1629-1632
- Esteve Salacruz 1632
- García Gil de Manrique y Maldonado 1632-1635
- Miquel d'Alentorn i de Salbà 1635-1638
- Pau Claris i Casademunt 1638-1641[4]
- Josep Soler 1641
- Bernat de Cardona i de Raset 1641-1644
- Gispert d'Amat i Desbosc de Sant Vicenç 1644-1647
- Andreu Pont 1647-1650
- Pau del Rosso 1650-1654
- Francesc Pijoan 1654-1656
- Joan Jeroni Besora 1656-1659
- Pau d'Àger i d'Orcau 1659-1662
- Jaume de Copons i de Tamarit 1662-1665
- Josep de Magarola i de Grau 1665-1668
- Joan Pagès i Vallgornera 1668-1671
- Josep de Camporrells i de Sabater 1671-1674
- Esteve Mercadal i Dou 1674-1677
- Alfonso de Sotomayor 1677-1680
- Josep Sastre i Prats 1680-1683
- Baltasar de Muntaner i de Sacosta 1683-1686
- Antoni de Saiol i de Quarteroni 1686-1689
- Benet Ignasi de Salazar 1689-1692
- Antoni de Planella i de Cruïlles 1692-1695
- Rafael de Pinyana i Galvany 1695-1698
- Climent de Solanell i de Foix 1698-1701
- Josep Antoni Valls i Pandutxo 1701
- Antoni de Planella i de Cruïlles 1701-1704
- Francesc de Valls i Freixa 1704-1705
- Josep Grau 1706-1707
- Manuel de Copons i d'Esquerrer 1707-1710
- Francesc Antoni de Solanell i de Montellà 1710-1713
- Josep de Vilamala 1713-1714

Nel 1716, i Decreti di Nueva Planta abolirono la Diputació del General de Catalunya e le altre istituzioni catalane. Successivamente, per recuperare l'autogoverno, nel 1931 venne istituita la moderna Generalitat de Catalunya.

## Presidenti della Generalitat (1931-)

### Seconda Repubblica Spagnola
| Nº | Presidente (Nascita-Morte) | Presidente (Nascita-Morte) | Presidente (Nascita-Morte)          | Mandato         | Mandato          | Elezione | Partito                            |
| Nº | Presidente (Nascita-Morte) | Presidente (Nascita-Morte) | Presidente (Nascita-Morte)          | Inizio          | Fine             | Elezione | Partito                            |
| --- | -------------------------- | -------------------------- | ----------------------------------- | --------------- | ---------------- | -------- | ---------------------------------- |
| 1 |                            |                            | Francesc Macià i Llussà (1859-1933) | 28 aprile 1931  | 25 dicembre 1933 | /        | Sinistra Repubblicana di Catalogna |
| 1 | 1932                       |                            | Francesc Macià i Llussà (1859-1933) | 28 aprile 1931  | 25 dicembre 1933 |          | Sinistra Repubblicana di Catalogna |
| 2 |                            |                            | Lluís Companys i Jover (1882-1940)  | 1º gennaio 1934 | 7 ottobre 1934   | /        | Sinistra Repubblicana di Catalogna |
| 2 | 1º marzo 1936              | 23 gennaio 1939            | Lluís Companys i Jover (1882-1940)  |                 |                  | /        | Sinistra Repubblicana di Catalogna |
| Quando il presidente Companys venne incarcerato (1934-36), durante il periodo della sospensione dello statuto di autonomia, il governo spagnolo nominò come Presidenti della Generalitat dei Governatori generali, tra i quali Manuel Portela Valladares tra il 10 gennaio e il 23 aprile 1935. |                            |                            |                                     |                 |                  |          |                                    |

### Esilio
Durante la guerra civile spagnola, la dittatura del Generale Francisco Franco abolì nuovamente la Generalitat (il 5 aprile 1938, con l'abolizione dello statuto d'autonomia del 1932). Il presidente Companys andò in esilio e la polizia tedesca lo riconsegnò alla Spagna, dove venne fucilato nel 1940. Quelli elencati di seguito furono presidenti in esilio.
| Nº | Presidente (Nascita-Morte) | Presidente (Nascita-Morte) | Presidente (Nascita-Morte)         | Mandato         | Mandato         | Elezione | Partito                            |
| Nº | Presidente (Nascita-Morte) | Presidente (Nascita-Morte) | Presidente (Nascita-Morte)         | Inizio          | Fine            | Elezione | Partito                            |
| -- | -------------------------- | -------------------------- | ---------------------------------- | --------------- | --------------- | -------- | ---------------------------------- |
| -  |                            |                            | Lluís Companys i Jover (1882-1940) | 23 gennaio 1939 | 15 ottobre 1940 | /        | Sinistra Repubblicana di Catalogna |
| 3  |                            |                            | Josep Irla i Bosch (1876-1958)     | 15 ottobre 1940 | 7 agosto 1954   | /        | Sinistra Repubblicana di Catalogna |
| 4  |                            |                            | Josep Tarradellas (1899-1988)      | 7 agosto 1954   | 17 ottobre 1977 | /        | Sinistra Repubblicana di Catalogna |

### Regno di Spagna
Quando in Spagna venne ripristinata la democrazia, e la Generalitat tornò ad essere legale, la presidenza rientrò dall'esilio, e nel 1980 venne eletto presidente Jordi Pujol i Soley.
| Nº | Presidente (Nascita-Morte) | Presidente (Nascita-Morte) | Presidente (Nascita-Morte)           | Mandato           | Mandato           | Elezione   | Partito                              |
| Nº | Presidente (Nascita-Morte) | Presidente (Nascita-Morte) | Presidente (Nascita-Morte)           | Inizio            | Fine              | Elezione   | Partito                              |
| --- | -------------------------- | -------------------------- | ------------------------------------ | ----------------- | ----------------- | ---------- | ------------------------------------ |
| - |                            |                            | Josep Tarradellas (1899-1988)        | 17 ottobre 1977   | 8 maggio 1980     | /          | Sinistra Repubblicana di Catalogna   |
| 5 |                            |                            | Jordi Pujol i Soley (1930-)          | 8 maggio 1980     | 20 dicembre 2003  | 1980       | Convergenza Democratica di Catalogna |
| 5 | 1984                       |                            | Jordi Pujol i Soley (1930-)          | 8 maggio 1980     | 20 dicembre 2003  |            | Convergenza Democratica di Catalogna |
| 5 | 1988                       |                            | Jordi Pujol i Soley (1930-)          | 8 maggio 1980     | 20 dicembre 2003  |            | Convergenza Democratica di Catalogna |
| 5 | 1992                       |                            | Jordi Pujol i Soley (1930-)          | 8 maggio 1980     | 20 dicembre 2003  |            | Convergenza Democratica di Catalogna |
| 5 | 1995                       |                            | Jordi Pujol i Soley (1930-)          | 8 maggio 1980     | 20 dicembre 2003  |            | Convergenza Democratica di Catalogna |
| 5 | 1999                       |                            | Jordi Pujol i Soley (1930-)          | 8 maggio 1980     | 20 dicembre 2003  |            | Convergenza Democratica di Catalogna |
| 6 |                            |                            | Pasqual Maragall i Mira (1941-)      | 20 dicembre 2003  | 28 novembre 2006  | 2003       | Partito dei Socialisti di Catalogna  |
| 7 |                            | José Montilla              | José Montilla Aguilera (1955-)       | 28 novembre 2006  | 27 dicembre 2010  | 2006       | Partito dei Socialisti di Catalogna  |
| 8 |                            |                            | Artur Mas i Gavarró (1956-)          | 27 dicembre 2010  | 12 gennaio 2016   | 2010       | Convergenza Democratica di Catalogna |
| 8 | 2012                       |                            | Artur Mas i Gavarró (1956-)          | 27 dicembre 2010  | 12 gennaio 2016   |            | Convergenza Democratica di Catalogna |
| 9 |                            |                            | Carles Puigdemont i Casamajó (1962-) | 12 gennaio 2016   | 28 ottobre 2017   | 2015       | Convergenza Democratica di Catalogna |
| Il 27 ottobre 2017, dopo che la Catalogna approvò una risoluzione, senza effetti giuridici, per dichiarare unilateralmente l'indipendenza, il Senato spagnolo approvò, su richiesta del governo centrale, l'attivazione dell'articolo 155 della Costituzione, destituendo di fatto il governo catalano. In assenza di un Presidente della Generalitat, la vicepremier Soraya Sáenz de Santamaría (PP) fu nominata commissario straordinario. |                            |                            |                                      |                   |                   |            |                                      |
| 10 |                            |                            | Quim Torra (1962-)                   | 17 maggio 2018    | 28 settembre 2020 | 2017       | Junts per Catalunya                  |
| Il 28 settembre 2020 Quim Torra fu inabilitato per disobbedienza con una sentenza del tribunale supremo spagnolo. Il vicepresidente Pere Aragonès divenne Presidente ad interim. |                            |                            |                                      |                   |                   |            |                                      |
| 11 |                            |                            | Pere Aragonès i Garcia (1982-)       | 28 settembre 2020 | 21 maggio 2021    | ad interim | Sinistra Repubblicana di Catalogna   |
| 11 | 21 maggio 2021             | 8 agosto 2024              | Pere Aragonès i Garcia (1982-)       | 2021              |                   |            | Sinistra Repubblicana di Catalogna   |
| 12 |                            |                            | Salvador Illa Roca (1955-)           | 8 agosto 2024     | -                 | 2024       | Partito dei Socialisti di Catalogna  |